# The Clancy Brothers
The Clancy Brothers — ирландская группа, исполнявшая музыку в стиле фолк. Была наиболее популярна в 60-х годах XX века. Группа состояла из братьев: Патрика Кланси (Падди Кланси), Тома Кланси (певец), Бобби Кланси и Лиама Кланси. Группа оказала большое влияние на творчество молодого Боба Дилана.